# Ricordi (vydavatelství)

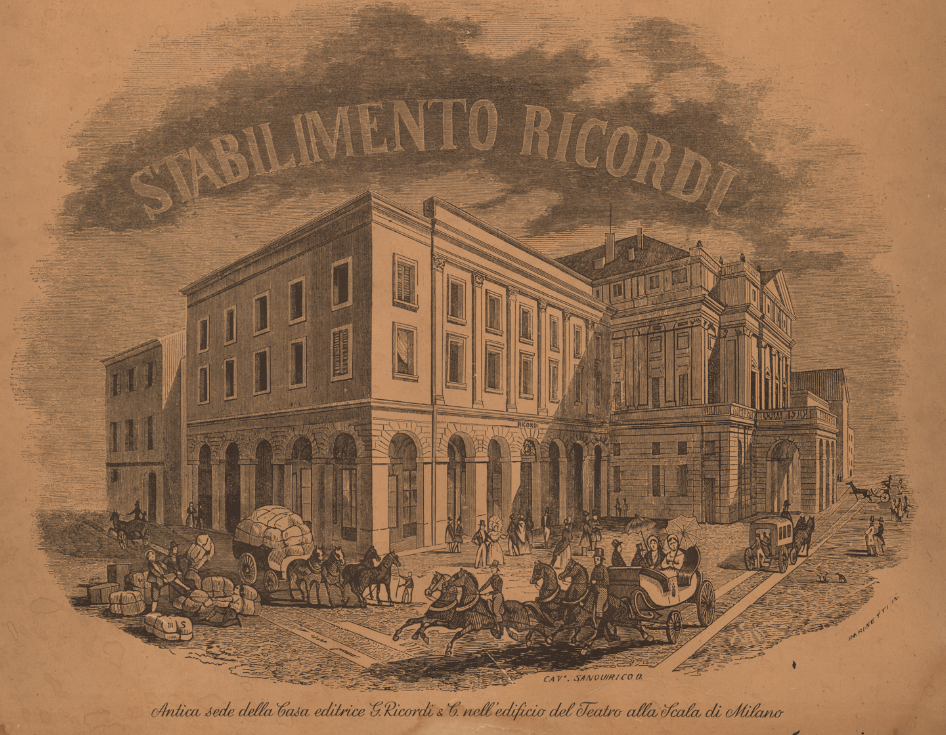
Historické sídlo vydavatelství G. Ricordi & C. v budově vedle Teatro alla Scala v Miláně

Vydavatelství Ricordi (G. Ricordi & C.) je italské hudební nakladatelství založené roku 1808 v Miláně.

## Historie
Nakladatelství založil v Miláně roku 1808 Giovanni Ricordi. Až do roku 1919 firmu řídili členové rodiny Ricordiů: Tito I. Ricordi, Giulio Ricordi a Tito II. Ricordi. Ještě na krátkou dobu po Druhá světová válkadruhé světové válce se rodina ujala řízení vydavatelství v osobě Camilla Ricordiho.
Roku 1958 se jeden ze členů rodiny, Nanni Ricordi, rozhodl otevřít rovněž hudební vydavatelství, „Dischi Ricordi“, která se zasloužila o vydání nahrávek písní všech největších italských interpretů tehdejší doby. Mezi největší hvězdy patřily umělci jako Gino Paoli, Fabrizio De André, Antonello Venditti e Gianna Nannini.
V letech 1964 až 1994 byla faktickým vlastníkem firmy finanční skupina osob z Varese a Milána. Společnost v tomto období vedl Guido Rignano a během jeho 30letého vedení, společnost Edizioni di Musica Classica, Leggera e la Dischi Ricordi významně rostla. Vznikl řetězec obchodů po celé Itálii Arti Grafiche Ricordi, rovněž pobočky v Jižní Americe a byla navázána spolupráce s podobnými evropskými společnostmi.
V roce 1994 Guido Rignano po dvouletém vyjednávání podepsal smlouvu o prodeji nakladatelství Ricordi německé společnosti Bertelsmann. Součástí smlouvy je podmínka, podle níž historický archiv nesmí opustit území Itálie.